# Nadia Olla
Pour les articles homonymes, voir Nadia et Olla.
Nadia Kelly Olla, née le 7 février 2000, est une footballeuse internationale néo-zélandaise. Elle évolue au poste de gardien de but avec le club de Western Springs.

## Carrière

### Carrière internationale
Après avoir joué avec les équipes de jeunes, elle obtient sa première sélection avec l'équipe nationale A le 28 novembre 2018, lors de la Coupe d'Océanie. Elle joue, dans son intégralité, le match de la demi-finale opposant la Nouvelle-Zélande à la Nouvelle-Calédonie (victoire 8-0),.
Par la suite, elle fait partie des 23 joueuses néo-zélandaises retenues afin de participer à la Coupe du monde 2019 organisée en France.

## Palmarès

### Palmarès en sélection
- Vainqueur de la Coupe d'Océanie en 2018 avec l'équipe de Nouvelle-Zélande